# Halticoptera scaptomyzae
Halticoptera scaptomyzae is een vliesvleugelig insect uit de familie Pteromalidae. De wetenschappelijke naam is voor het eerst geldig gepubliceerd in 1977 door Hedqvist.